# Jan Anderle (hudebník)
Jan Anderle, křtěný Jan (27. května 1790, Hněvčeves – 5. června 1865, Jemnice) byl český hudebník a pedagog.
Byl otcem operních pěvců Aloise Anderleho, Adolfa Anderleho, Arnošta Anderleho a Anny Anderlové.

## Biografie
Jan Anderle se narodil v roce 1790 v Hněvčevsi u Hradce Králové, v roce 1808 začal působit na různých školách v tehdejších českých zemích, v letech 1819–1827 působil v Budišově, posléze až do roku 1854 v Jemnici, kde roku 1854 odešel do důchodu.